# Clemente Mimun
Clemente Jackie Mimun (Roma, 9 agosto 1953) è un giornalista e conduttore televisivo italiano.
Giornalista dal 1976, è approdato nel 1983 alla Rai, dove ha lavorato per il TG1, conducendo diversi speciali e numerose volte la rubrica Speciale TG1. Nel 1991 è passato in Fininvest, per poi diventare cofondatore insieme a Enrico Mentana del TG5. Dal 1994 al 2002 è tornato in Rai in qualità di direttore del TG2; successivamente è stato direttore del TG1, fino al 2006, e di Rai Parlamento. Dal 3 luglio 2007 (tranne che per un breve periodo a settembre 2020) è direttore del TG5.

## Biografia
Clemente Mimun nasce a Roma nel 1953 da genitori di religione ebraica (madre italiana e padre libico) conosciutisi in Tunisia dove lei era in vacanza, mentre lui vi si era rifugiato per sfuggire alle persecuzioni anti-ebraiche. Deve il secondo nome alla passione del padre per l'attore Jackie Coogan.
I Mimun tornano in Italia quando Clemente ha cinque anni. Sposato con la giornalista Karen Rubin, ha due figli: Simone (1990) e Claudio (1992). Tra il 1965 e il 1970 Mimun è con Renzo Arbore tra i ragazzi di Bandiera Gialla. Mimun inizia la sua carriera giornalistica come fattorino presso l'agenzia Asca di Roma, quindi dal 1973 collabora con L'Europeo, per poi iscriversi come professionista all'Ordine dei Giornalisti del Lazio nel 1976.

### Giornalista Rai
Mimun viene assunto dalla Rai nel dicembre del 1983, dietro segnalazione di Claudio Martelli, all'epoca vicesegretario del Partito Socialista Italiano. Inizialmente fa parte del TG1 come redattore ordinario, per poi passare alla qualifica di giornalista parlamentare nel 1985, quindi caposervizio interni nel 1987 e successivamente capo della redazione degli speciali due anni dopo. Durante gli anni ottanta cura Speciale TG1, l'approfondimento della testata in onda alle 23:00 su RaiUno. Condusse inoltre vari speciali in prima serata dei quali i più significativi rimangono Italia al voto per le elezioni politiche del 1987, e la puntata di Speciale TG1 sulla caduta del Muro di Berlino nel 1989. Vanno inoltre ricordati uno speciale TG1 dedicato al calcio denominato Passione rotonda (1984), ed eventi dedicati, ad anni di distanza, rispettivamente alla morte di Enrico Berlinguer e all'attentato a Giovanni Paolo II.

### Giornalista in Fininvest
Nel 1991 passa alla Fininvest, dove collaborò come inviato. Nel 1992, insieme a Emilio Carelli, Lamberto Sposini, Cristina Parodi, Cesara Buonamici ed Enrico Mentana, è tra i fondatori del TG5, il notiziario di Canale 5, del quale fu vicedirettore fino al 1994. Il notiziario di Canale 5 otteneva ogni sera quasi sette milioni di spettatori e batté per la prima volta il TG1. Sempre in qualità di vicedirettore creò la rubrica di seconda serata Speciale TG5, molto simile a quella del TG1, e condusse le rubriche Edicola, Verso le elezioni e Braccio di Ferro.

### Direttore del TG2
Nel 1994 torna in Rai succedendo a Paolo Garimberti come direttore del TG2, dove apporta numerose novità: dall'edizione delle 20:30 alla creazione del primo telegiornale di un'ora, quello delle 13, coi supplementi Costume e Società, Eat Parade e TG2 Salute (versione pomeridiana della rubrica storica Medicina Trentatré, trasmessa al mattino), oltre a introdurre numerose rubriche come Nonsolosoldi, Neon Libri, Neon Cinema, Sì viaggiare e Motori. Alcune di queste novità permangono ancora oggi e hanno permesso al telegiornale di RaiDue di raggiungere un grande successo d'audience negli anni a seguire. Mimun dichiarò: «Abbiamo inventato il giornale-rotocalco: costume, salute, motori».
Viene criticato, nel 1995 da la Voce, il quotidiano diretto da Indro Montanelli, che pubblica in prima pagina un fotomontaggio con tutti i direttori considerati di centro-destra di Rai e Fininvest, tra cui figura anche lui, in divisa nazista. Mimun, che replicherà con un editoriale in diretta dal TG2, riceverà la solidarietà di molti colleghi. In seguito alle polemiche, Montanelli riconobbe la forzatura del fotomontaggio, ma poi aggiunse che «i fotomontaggi servono appunto a questo: a forzare, per renderle più evidenti, certe situazioni. Essi tengono il posto delle caricature: noi, non avendo a disposizione né un Forattini né un Giannelli, forziamo le foto». Quanto al direttore del TG2, che nel suo editoriale aveva fatto cenno delle sue origine ebraiche, Montanelli scrisse: «Egli mi accusa di avere scritto un elogio della superiore razza bianca mentre i suoi parenti ebrei venivano avviati verso Auschwitz. [...] Ma c'è un mentre di troppo. Quell'articolo, che non ricordo, io potei scriverlo solo nel '36, quando, poco più che ventenne, [ero] ufficiale in un reparto indigeno d'Abissinia. [...] Viceversa, mentre i parenti del sig. Mimun venivano avviati verso Auschwitz, io mi trovavo in galera con loro. In quel mentre – per quel poco che so di lui – il sig. Mimun non era nato». Infine replicò che la Voce era un piccolo giornale che concedeva a tutti il diritto di replica, mentre il direttore del TG2 parlava «a milioni di persone da una televisione di Stato, confondendo il fatto privato col servizio pubblico per cui è pagato, e in assenza del bersaglio che può solo rispondere dalla sua modesta tribuna di carta stampata. No, non sono nazisti, questi signori del video. [...] Goebbels fra loro non c'è. Ma forse non c'è anche perché c'è chi veglia che non ne rinasca qualcuno».
Grazie al successo di ascolti della testata, vince numerosi riconoscimenti tra cui un Premiolino nel 1998 e 5 Oscar della TV. Rimane direttore del TG2 per 8 anni, fino al 5 maggio 2002, apportando diverse novità alla linea editoriale.

### Direttore del TG1
Dal 6 maggio 2002 al 12 settembre 2006 è stato direttore del TG1. Durante il suo periodo di direzioni, gli ascolti delle edizioni serali della testata oscillavano tra i 7 milioni e mezzo e gli otto milioni di spettatori con uno share molte volte superiore al 35%, anche in concomitanza con i GP di Formula 1 (nei primi 3 anni anche 10-12 milioni, favoriti dagli eccellenti risultati della Ferrari).
La conduzione del TG1 da parte di Clemente J. Mimun è stata caratterizzata da numerose controversie, legate alla relazione tra il principale telegiornale del servizio pubblico e la maggioranza del governo Berlusconi II e III.
Le critiche più forti nei confronti di Mimun sono state indirizzate verso l'utilizzo della tecnica giornalistica del "panino" nei servizi di politica. Tale metodo consiste nel mettere all'inizio ed alla fine della notizia la parte dedicata rispettivamente al governo e alla maggioranza parlamentare ed "imbottirlo" con la parte dedicata all'opposizione, in modo da far risaltare sempre l'opinione di un'unica parte politica. A causa di questo modo di presentare le notizie, si dimise in segno di protesta il vicedirettore del TG1 Daniela Tagliafico dichiarando: "Si dà risalto solo al governo". Mimun si è difeso da tali critiche affermando che il "panino" fosse la conseguenza della politicizzazione della Rai: «La regola dei tre terzi dello spazio divisi tra governo, maggioranza e opposizione risale al presidente ulivista Roberto Zaccaria. L'allora direttore generale della Rai Claudio Cappon ha confermato: "Se facciamo il panino ci criticano, se non lo facciamo si lamentano"». Secondo il quotidiano la Repubblica l'invenzione del panino sarebbe, in realtà, precedente alla presidenza di Zaccaria ed è attribuibile allo stesso Mimun quando dirigeva il TG2 al tempo del primo governo Berlusconi.
Mimun fu criticato da Marco Travaglio e da L'Ulivo per il servizio andato in onda nell'edizione del TG1 del 2 luglio 2003, riguardante la seduta del Parlamento europeo in cui il premier Silvio Berlusconi paragonava ad un kapò l'europarlamentare socialista tedesco Martin Schulz, colpevole di avergli mosso delle critiche. Il direttore scelse di non mandare l'audio dell'intervento, che fu sostituito con un resoconto di Susanna Petruni. Secondo il Financial Times: "Neanche il telegiornale sovietico di Breznev avrebbe potuto fare di meglio".
Nel settembre 2003 Striscia la notizia dimostrò come l'intervento di Silvio Berlusconi all'ONU, che il TG1 di Mimun presentò come accolto da applausi dell'aula al gran completo, fu fatto in realtà davanti a sedie semivuote e poca gente. Le immagini del pubblico erano quelle dell'intervento di Kofi Annan, avvenuto alcune ore prima di quello di Berlusconi. Mimun in altre occasioni tagliò le scene in cui Berlusconi veniva fischiato: ne nacque un dissenso con Francesco Giorgino che contestò quella decisione, e per questo Mimun lo sospese dalle edizioni serali del Tg1.
Nel 2003 ci fu uno scontro tra il consiglio di redazione del TG1 e il direttore Mimun, che fu poi portato in consiglio di amministrazione RAI. Il CdR lamentò "l'atteggiamento pesante" di Mimun nei propri confronti: accuse mosse dall'Usigrai, il sindacato dei giornalisti Rai. Nel 2007 Mimun, che ha sempre respinto le accuse, ha dichiarato: «Per anni i DS hanno chiesto la mia testa».
Nella puntata del DopoTG1 del 15 febbraio 2006, l'allora Ministro per le riforme istituzionali Roberto Calderoli ha tentato di esibire una maglietta contro l'Islam, nel quadro della polemica sulle caricature di Maometto sullo Jyllands-Posten, scatenando tensioni tra Libia e Italia. Mimun è stato criticato per aver mandato in onda la puntata. Enzo Carra afferma che l'episodio sarebbe frutto di una combine e che sarebbe stato opportuno non mandarlo in onda visto che era registrato. Altri invece hanno criticato il fatto che Mimun non abbia impedito al ministro di mostrare la maglietta e non abbia tagliato il pezzo incriminato. Mimun si è difeso dicendo: «A Calderoli non è stato consentito di mostrare nulla. Se avessi disposto il taglio a quella parte dell'intervista vi sarebbe stato chi avrebbe denunciato una censura o, addirittura, una manomissione per evitare una gaffe del ministro».
Controversie a parte, nel 2006 conduce la rubrica DopoTG1, approfondimento politico in onda dopo l'edizione del TG1 delle 20, con medie d'ascolto superiori ai 7 milioni. Il 14 marzo 2006 Clemente Mimun conduce il primo faccia a faccia tra Silvio Berlusconi e Romano Prodi per le elezioni politiche del 2006, che registra oltre 16 milioni di telespettatori e il 50% di share; si tratta del faccia a faccia più visto della storia della televisione italiana.
Nell'autunno 2006 lascia la direzione del TG1 a Gianni Riotta. L'11 ottobre 2006 viene nominato direttore della Testata Servizi Parlamentari della Rai in sostituzione di Anna La Rosa. Nei 9 mesi della sua direzione rinnova sigla, studio, grafica, linea editoriale della testata che assume la denominazione di Rai Parlamento. Conduce anche uno speciale sulla maratona Telethon.
Il 7 gennaio 2008, Gianfranco Funari legge in diretta un sms ricevuto il 23 marzo 2007 da Mimun, quando quest'ultimo non era più direttore del Tg1 ma era ancora in Rai; nell'sms, Mimun dà dell'infame a Marco Travaglio, quella sera ospite in studio, e si lamenta anche del comportamento dello stesso Funari. Mimun eviterà di dare ulteriori chiarimenti sulla vicenda.

### Direttore del TG5
Il 3 luglio 2007 torna al TG5 nel ruolo di direttore, succedendo a Carlo Rossella e lasciando il posto a Giuliana Del Bufalo a Rai Parlamento.
Nel luglio 2007 il TG5 mise in onda le registrazioni di alcune testimonianze rilasciate ai periti da alcuni dei bambini coinvolti nel caso di Rignano Flaminio. La scelta effettuata dal direttore di trasmettere questo documento è stata criticata dalle famiglie dei presunti abusati. Mimun è stato in seguito condannato a un'ammenda di 3.420 euro; secondo la Cassazione, il «sacrificio della privacy delle vittime è stato operato non sull'altare dell'interesse generale bensì per il successo della testata».
Dal settembre 2007 Mimun cura una rubrica sul settimanale TV Sorrisi e Canzoni in cui commenta ogni settimana un fatto di attualità. Cura la nuova versione del telegiornale di Canale 5 che va in onda dal 5 novembre 2007, con grafiche e studio rinnovati. Il direttore decide di andare in onda personalmente, conducendo il tg serale (sostituendo Annalisa Spiezie) alternandosi ad altri 4 giornalisti (Cristina Parodi, Cesara Buonamici, Alberto Bilà e Giuseppe De Filippi).
A fine 2007 Mimun è coinvolto nelle polemiche su presunti accordi segreti tra RAI e Mediaset su gestione e diffusione di alcuni eventi. Mimun chiede ed ottiene di essere sentito dall'ufficio di investigazione interno della Rai, cui dichiara di aver perseguito sempre la massima concorrenzialità. Non gli vengono formalmente sollevate contestazioni.
Nel 2008 Mimun rifiuta il ritorno al TG1: «Nel 2008 mi è stato chiesto di tornare al Tg1. Ho risposto: “No grazie, preferisco vivere”».
Nel giugno 2009 Mimun attacca frontalmente Michele Santoro con un editoriale in prima serata al Tg5. La sera prima Santoro aveva detto che il Tg5 non aveva dato la notizia dell'intervento di Beppe Grillo in Senato. Mimun fa rivedere il servizio, a suo avviso ineccepibile. Ma alcune critiche sono rimaste, in quanto il servizio non riporterebbe invece con dovuta specificità la notizia in sé. Tra l'altro nel servizio viene detto che l'intera commissione avrebbe querelato Grillo dopo il suo intervento, mentre i membri dell'Italia dei Valori non avevano seguito la linea comune di PD e PdL.
Nell'ottobre del 2009 Clemente Mimun adotta quella che definisce una "rivoluzione" nell'edizione del TG5 dell'ora di pranzo, rimuovendo la conduzione doppia "all'americana", tradizione e marchio di quella fascia oraria. Mimun decide che quell'edizione deve essere condotta solo da donne e rimuove dal video quattro giornalisti e conduttori: Salvo Sottile, Luca Rigoni, Fabrizio Summonte e Giuseppe Brindisi, scatenando le proteste dei telespettatori. I quattro conduttori "epurati" dalla conduzione hanno criticato duramente l'operato del loro comitato di redazione composto da Paolo Di Mizio, Andrea Pesciarelli e Paolo Trombin. I tre sindacalisti in un'infuocata assemblea sono stati accusati di non aver fatto nulla per difendere i colleghi rimossi dalle conduzioni, neanche una lettera "formale" di solidarietà, preferendo invece appiattirsi sulle posizioni del direttore Mimun per non inimicarselo. Il cdr replica che non esiste una base giuridica per contestare le decisioni del direttore, in quanto egli ha il potere, sancito dall'art.6 del Contratto Nazionale di Lavoro Giornalistico (CNLG), di "stabilire le mansioni di ogni giornalista" I conduttori rimossi a questo punto non potendo contare sui colleghi del CDR si sono rivolti all'associazione della stampa e all'ordine dei giornalisti chiedendo un intervento ufficiale a tutela dei loro diritti. Il 22 settembre 2014 il tribunale di Roma respinge il ricorso fatto dai giornalisti contro la scelta di Mimun, giudicandolo "infondato" proprio sulla base dell'art. 6 del CNLG..
Il 24 giugno 2011 viene colpito da un grave ictus cerebrale, da cui si riprende completamente. Le sue memorie e i fatti accaduti quel giorno, sono raccolti nel libro Ho visto cose, edito da Mondadori l'anno seguente.
Nel maggio 2014, a seguito di un pesante calo di ascolti dell'edizione delle 20 del TG5, la stampa riporta di una possibile sostituzione di Mimun alla direzione della testata, ma dopo un mese la notizia viene rapidamente smentita.
Il 17 ottobre 2017 nell’edizione delle ore 13:00 dopo un servizio di astronomia la conduttrice Cristina Bianchino doveva intervistare il giornalista scientifico Luigi Bignami per un approfondimento, ma subito lo presentò con l’omonimo di Giovanni Bignami (professore di fisica e astronomia deceduto pochissimi mesi prima), per cui Luigi la corresse, ma per questo Mimun lo licenziò. Il giornalista scientifico ha quindi lasciato un lungo post di sfogo il 23 ottobre sul suo account Facebook dove ha ottenuto qualche migliaia di reazioni e più di mille commenti tra solidarietà e polemiche.
Il 1º settembre 2020 Mimun va in pensione e il suo ruolo di direttore del TG5 viene affidato, ad interim (cioè momentaneamente), a Mauro Crippa, che dirige anche la testata giornalistica Videonews, dall'agosto 2019. Dal 1º ottobre Mimun torna a dirigere il TG5 dopo aver trascorso i 30 giorni nei quali, nel rispetto della normativa vigente, non poteva dirigere il telegiornale di Canale 5 in quanto era appena entrato in pensione.

### Cariche associative
Membro del comitato scientifico della Fondazione Italia USA. Appassionato tifoso della Lazio, nel biennio 1998-1999 è stato consigliere di amministrazione della stessa società calcistica durante la gestione di Sergio Cragnotti.

## Televisione
- TG1 (Rai 1, 1983-1990, 2002-2006) - vicedirettore, poi direttore
- Speciale TG1 - Passione rotonda (Rai 1, 1984)
- Serata per i diritti umani (Rai 1, 1984)
- Un anno senza Enrico Berlinguer (Rai 1, 1984)
- Italia al voto (Rai 1, 1987)
- Attentato al papa Giovanni Paolo ll, 6 anni dopo (Rai 1, 1987)
- TG1 Speciale - La caduta del muro (Rai 1, 1989)
- La Germania riunita (Rai 1, 1990)
- TG5 (Canale 5, 1992-1994, dal 2007) - anchorman notturno, poi direttore
- Verso le elezioni (Canale 5, 1992)
- Braccio di Ferro (Canale 5, 1993)
- Diritto di replica (Canale 5, 1993-1994)
- TG2 (Rai 2, 1994-2002) - direttore
- Speciale TG2 - Elezioni politiche italiane (Rai 2, 1994, 1996, 2001)
- Oscar del vino (Rai 2, 1995-1996)
- Telethon (Rai 2, 1996-1998)
- 40 anni di TG2 (Rai 2, 2001)
- Speciale Tg2 - New York, un anno dopo (Rai 2, 2002)
- Tanti auguri a mamma Rai (Rai 1, 2004)
- Elezioni - Confronto Silvio Berlusconi e Romano Prodi (Rai 1, 2006)
- Dopo TG1 (Rai 1, 2006)
- Testata Servizi Parlamentari (Rai 1, 2006-2007)
- Italia domanda (Canale 5, 2013)

## Riconoscimenti
- 1988 – Premio Ischia per il giornalismo
- 1990 – Premio Ischia per il giornalismo
- 1992 – Premio Guidarello per il giornalismo
- 1996 – Premiolino per il TG2
- 1998 – Premio giornalistico televisivo Ilaria Alpi per il TG2
- 1999 – Premio Regia Televisiva miglior telegiornale per il TG2
- 2000 – Premio Regia Televisiva miglior telegiornale per il TG2
- 2001 – Premio Regia Televisiva miglior telegiornale per il TG2
- 2002 – Premio Frajese per il giornalismo
- 2003 – Premio Regia Televisiva miglior telegiornale per il TG1
- 2004 – Premio Regia Televisiva miglior telegiornale per il TG1
- 2004 – Premio Barocco
- 2006 – Premio Regia Televisiva miglior telegiornale per il TG1
- 2010 – Premio Lucio Colletti alla carriera
- 2010 – Premio Regia Televisiva miglior telegiornale per il TG5
- 2012 – Premio Lazialità[29]
- 2023 – Microfono d'Oro SIAE